# دیرین‌شمالگان غربی

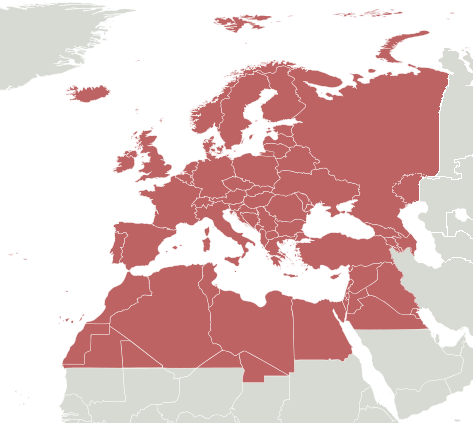
مرزها در کتاب پرندگان دیرین‌شمالگان غربی

دیرین‌شمالگان غربی یا پالئارکتیک غربی (به انگلیسی: Western Palearctic) بخشی از قلمرو دیرین‌شمالگان است، یکی از هشت قلمرو اصلی جغرافیای زیستی که سطح زمین را تقسیم می‌کند. به دلیل وسعت، دیرین‌شمالگان (پالئارکتیک) اغلب برای راحتی به دو بخش تقسیم می‌شود، با اروپا، شمال آفریقا، بخش‌های شمالی و مرکزی شبه جزیره عربستان، و بخشی از معتدل آسیا، تقریباً تا کوه‌های اورال که منطقه غربی را تشکیل می‌دهند، و بقیه بخش‌ها. آسیای معتدل تبدیل به پالئارکتیک شرقی می‌شود. مرزهای دقیق آن بسته به مرجع مورد نظر متفاوت است، اما تعریف دستنامه پرندگان اروپا، خاورمیانه و شمال آفریقا: پرندگان دیرین‌شمالگان غربی (BWP) به‌طور گسترده مورد استفاده قرار می‌گیرد و محبوب‌ترین تعریف غربی توسط چک‌لیست Palearctic، انجمن کمیته‌های گونه‌ها کمیاب اروپایی (AERC) دنبال می‌شود. قلمرو پالئارکتیک غربی عمدتاً شامل مناطق بوم‌ناحیه‌های آب و هوای شمالی و معتدل است.